# Dicliptera ghatica
Dicliptera ghatica är en akantusväxtart som beskrevs av Hermenegild Santapau. Dicliptera ghatica ingår i släktet Dicliptera och familjen akantusväxter. Inga underarter finns listade i Catalogue of Life.